# Schloss Warmsdorf

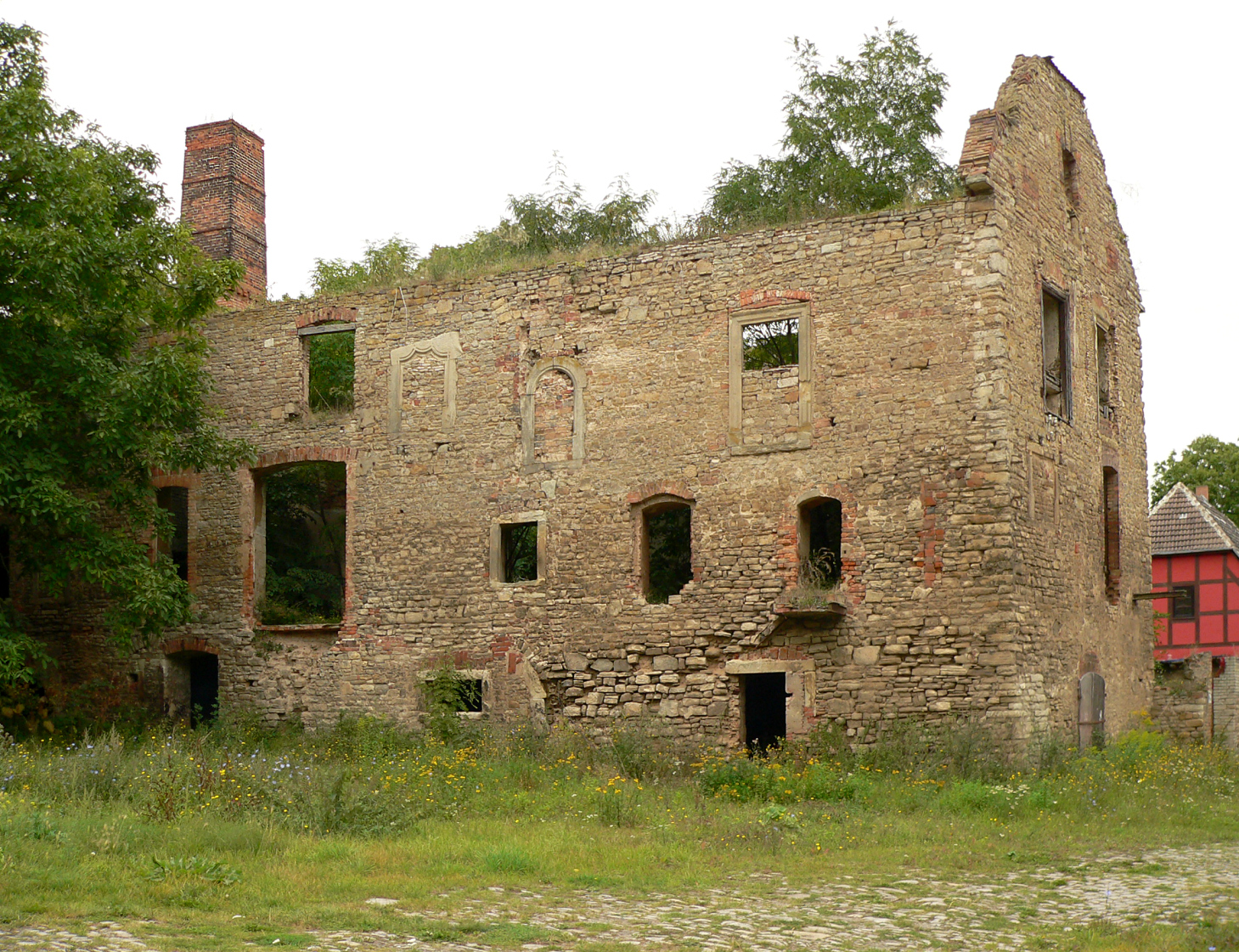
Der Nordflügel von Schloss Warmsdorf

Schloss Warmsdorf ist ein ehemaliges Schloss in Warmsdorf in Sachsen-Anhalt. Es geht auf eine mittelalterliche Wasserburg zurück, die der protestantische Fürst Georg III. von Anhalt-Plötzkau Mitte des 16. Jahrhunderts in ein Schloss umwandelte. Von der Schlossanlage haben sich mehrere denkmalgeschützte Bauten erhalten. Als ältester Teil gilt der 1552 von Georg III. auf Burgfundamenten angelegte Nordflügel („Georgsbau“), der heute eine Ruine ist.

## Beschreibung

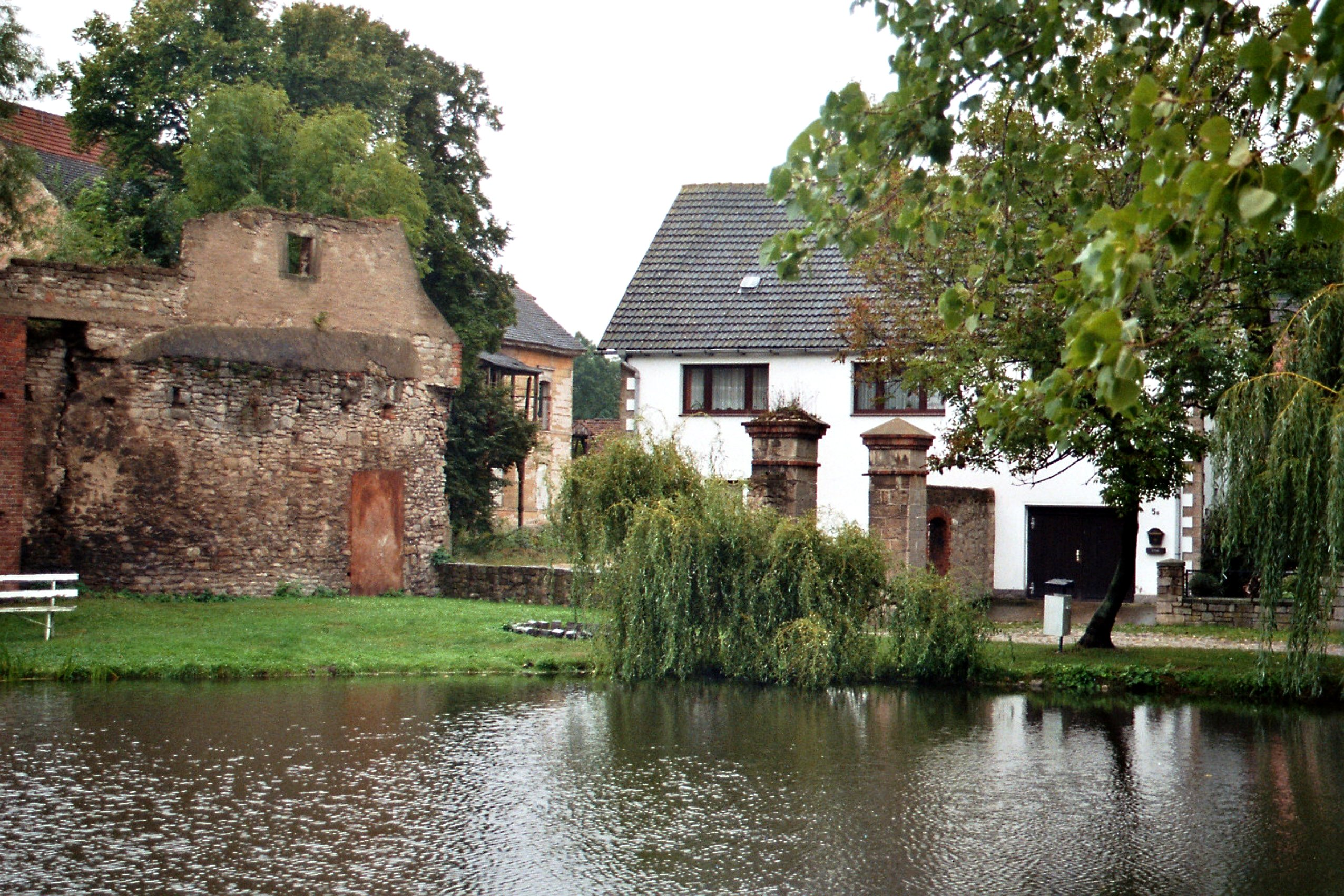
Toreinfahrt des Schlosses

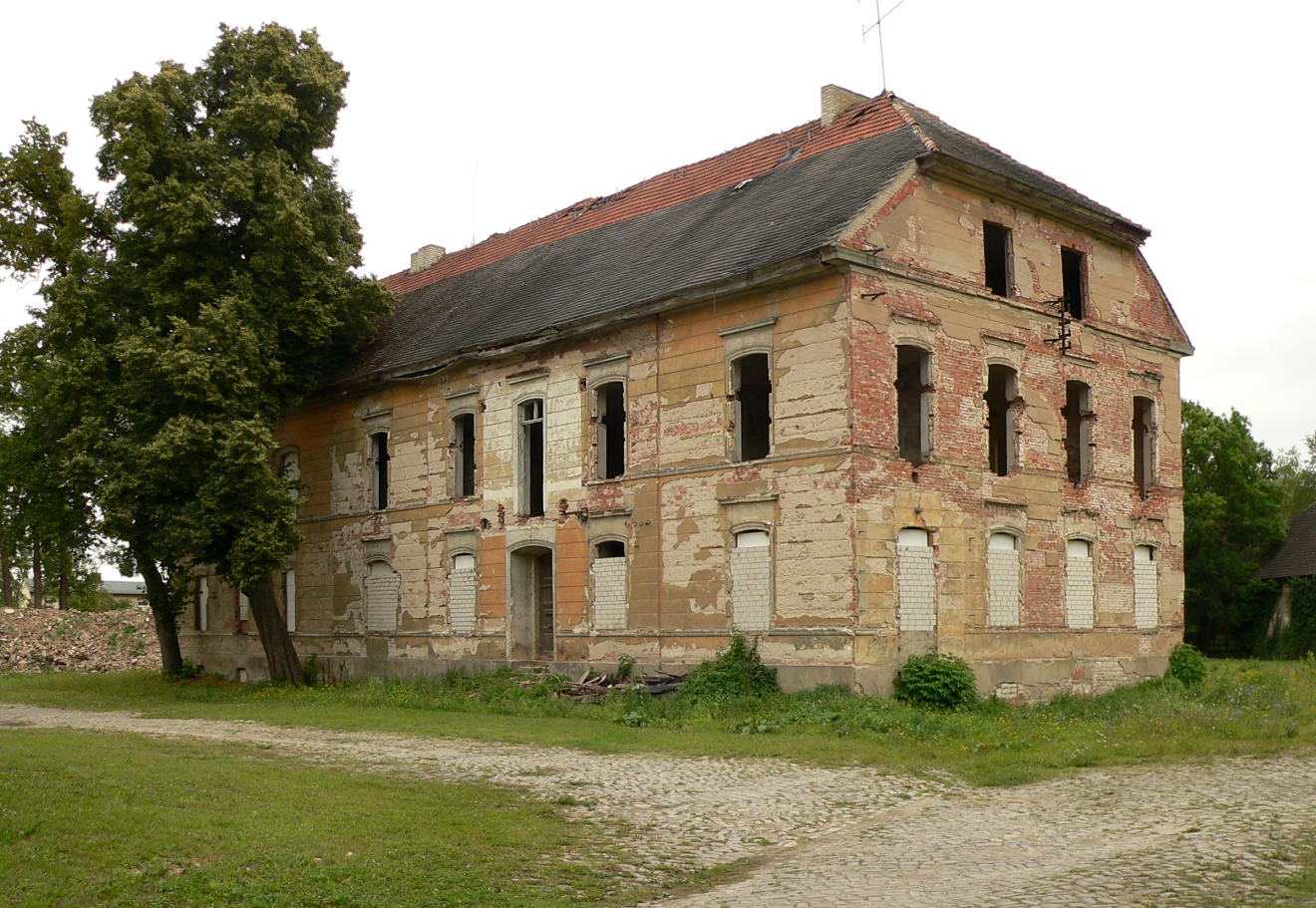
Herrenhaus des Schlosses

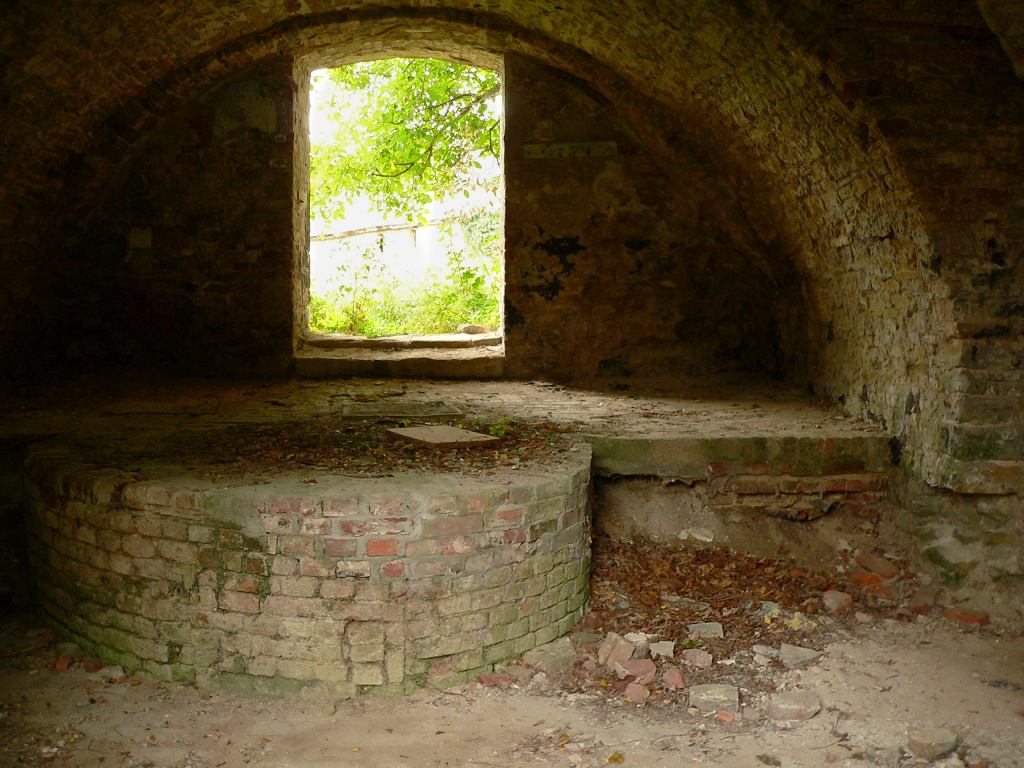
Tonnengewölbe im Erdgeschoss des Nordflügels

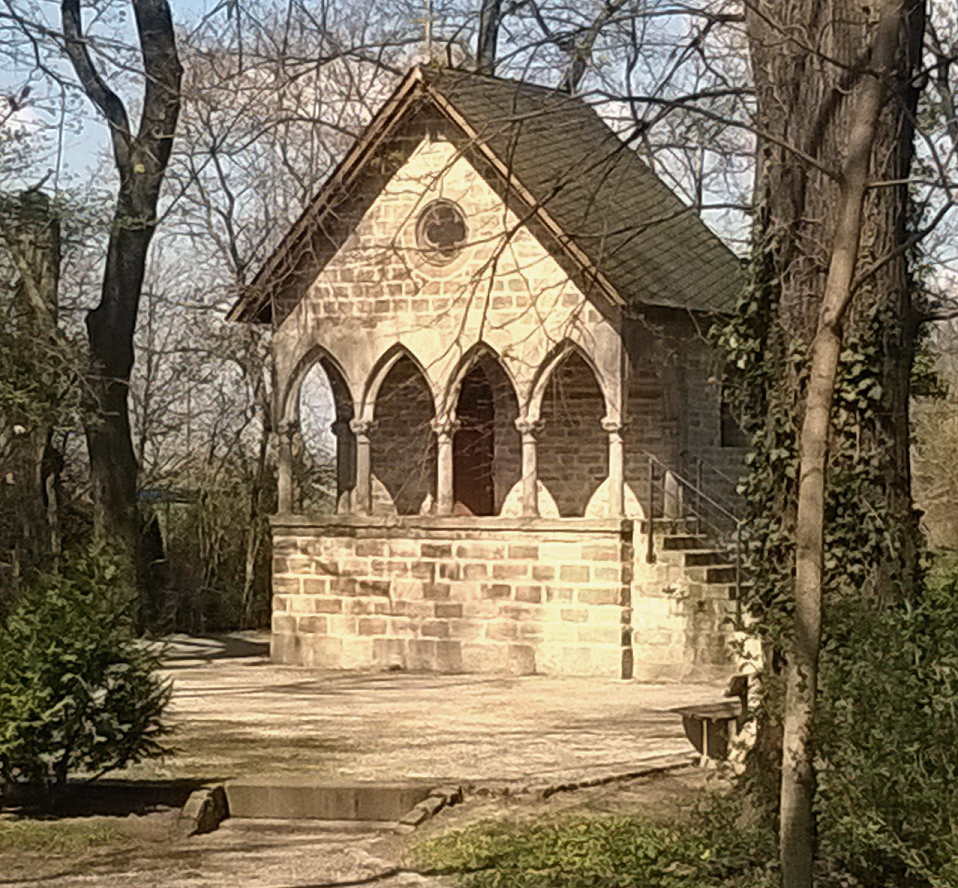
Die rekonstruierte Georgskapelle im Schlosspark

Die Vorgängeranlage des Schlosses entstand als Niederungsburg mit Wassergräben und Wällen an einem Flussübergang der Wipper. Heute liegt die Anlage am Nordrand der Wipperaue. Erstmals urkundlich belegt ist die Burg im Jahr 1269, möglicherweise bestand sie schon seit dem 10. Jahrhundert. Zu der in Rundform angelegten Burg gehörte neben der Kernburg mit einem Bergfried aus dem 12. bis 13. Jahrhundert eine Vorburg mit Wirtschaftsgebäuden.
Heute befinden sich auf dem früheren Schlossgelände noch mehrere historische Gebäude. Das bedeutendste ist der von Georg III. 1552 errichtete Nordflügel des Schlosses, in dem sich die fürstlichen Gemächer befanden. Es ist ein dreistöckiger Bruchsteinbau mit einem Tonnengewölbe im Erdgeschoss und Resten eines Rundbogenportals. Im Kern ist es ein gotisches Wohnhaus. Die Fenster stammen teilweise aus der Zeit um 1450. Die dreifachen Vorhangbogenfenster entstanden um 1520. Im Laufe der Zeit erhielt das Gebäude Aufstockungen. 1552 kam ein zweites Obergeschoss hinzu, in dem sich das Studierzimmer des Fürsten mit seiner kostbaren Büchersammlung befand. Sie ist heute Sammlungsbestandteil der Anhaltischen Landesbücherei Dessau.
Südlich des Nordflügels befindet sich ein langgestreckter Bruchsteinbau mit Krüppelwalmdach. Ein weiteres Gebäude ist ein kleiner eingeschossiger Bau mit Fachwerkgiebel und Krüppelwalmdach am nördlichen Zugang des Geländes. Es könnte sich um das Pförtnerhaus gehandelt haben. Gegenüber stehen ein zweigeschossiger Wirtschaftsbau aus Bruchstein und die Toranlage in Bruchstein sowie Ziegelmauerwerk, beides aus dem 19. Jahrhundert. Mittig auf dem Schlossgelände befindet sich ein Herrenhaus im klassizistischen Stil. Es ist ein zweigeschossiger Ziegelputzbau mit Krüppelwalmdach aus dem frühen 19. Jahrhundert, das seit 2017 zu Wohnzwecken umgebaut wird. Im südlichen und westlichen Bereich des Schlossgeländes befinden sich größere Wirtschaftsgebäude, Grünanlagen und Teiche sowie die Reste von Wällen.
Im Schlossgarten befindet sich nahe dem Standort der nicht mehr existierenden, alten Warmsdorfer Kirche die sogenannte Georgskapelle. Darin befand sich das Studierzimmer des Fürsten Georg III., das er in den Jahren 1551 bis 1553 nutzte. 1998 war das Gebäude eine Ruine und wurde bis 1999 wieder aufgebaut. Darin findet sich heute eine kleine Ausstellung über Fürst Georg III.

## Geschichte

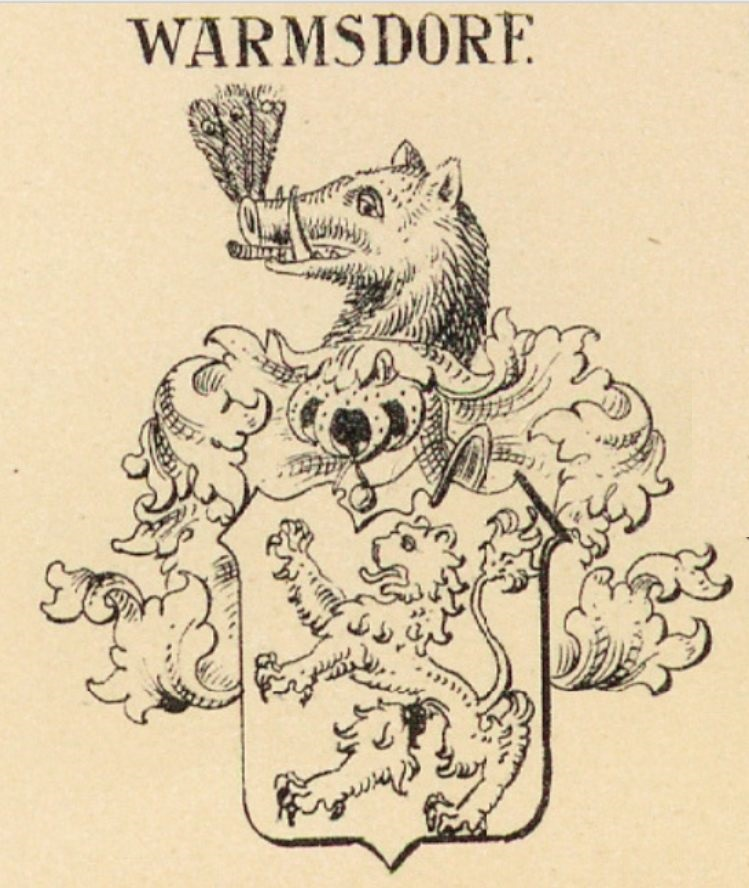
Wappen derer von Warmsdorf um 1335

Die Besitzer der Burg Warmsdorf, der Vorgängeranlage des Schlosses, wechselten öfters. Um 1205 tritt das schlossgesessene, mächtige Geschlecht derer von Warmsdorf mit einem Ahnherren Eberhard von Warmsdorf, sodann nach mehreren Namensträgern um 1335 ein Thilo von Warmsdorf auf, wobei das Adelsgeschlecht um 1339 seinen Hauptsitz wohl auf einen Hof bei Rathmannsdorf verlegt hatte.
Zu den weiteren Vorbesitzern zählte unter anderem das Kloster Ilsenburg. 1532 kam die Burganlage wieder in den Besitz der Fürsten von Anhalt. Nach der Landesteilung von 1546 wurde Georg III. Besitzer des im Jahr 1500 gebildeten Amtes Warmsdorf und auch der Burg. Ab diesem Zeitpunkt ließ er die mittelalterliche Burganlage zu einem frühneuzeitlichen Residenzschloss um- und ausbauen, auf dem er einige seiner letzten Lebensjahre verbrachte. Während der Dessauer Pestepidemie 1552 verlegte Fürst Joachim von Anhalt den anhalt-dessauischen Fürstenhof für kurze Zeit in das Schloss.
Das Amt Warmsdorf und damit auch das Schloss fielen 1603 in einem Teilungsvertrag an das Fürstentum Anhalt-Köthen. Der Begründer der modernen Pädagogik Wolfgang Ratke wurde 1619 neun Monate im Schlossturm gefangen gehalten, da man ihm Ketzerei, Betrügerei und Zugehörigkeit zu den Rosenkreuzern vorwarf. Am 27. März 1623 fand auf Schloss Warmsdorf eine Fürstenversammlung statt. Teile des Schlosses und die Schlossgärten wurden im 18. Jahrhundert barock umgestaltet. Von 1716 bis zum Tode seines Bruders und Amtsvorgängers Leopold im Jahre 1728 verbrachte der spätere Fürst August Ludwig zwölf Jahre im Warmsdorfer Schloss. 1847 kamen Amt und Schloss an die Dessauer Linie. Das Schlossgelände wurde im 19. Jahrhundert als Domäne genutzt.
In der Zeit der DDR befand sich im ehemaligen Warmsdorfer Schloss ein Volkseigenes Gut. Im Nordflügel wurde eine Brennerei betrieben, wovon heute noch ein hoher Schornstein zeugt. Die Gebäude wurden stark vernachlässigt. In den 1960er Jahren beseitigte man aus Sicherheitsgründen den mittelalterlichen Bergfried. Der Nordflügel des Schlosses, der sogenannte Georgsbau, blieb als Ruine mit offenem Dach und ungesicherter Mauerkrone stehen. Im Jahr 2007 gründete sich in Warmsdorf der Förderverein Reformator Fürst Georg III., um den Nordflügel vor weiterem Verfall zu bewahren. 2007 standen dem Förderverein 64.000 Euro zur Errichtung eines Notdachs zur Verfügung, das nicht realisiert wurde. Trotz des hohen öffentlichen Interesses ist es bis heute (2017) nicht gelungen, den Nordflügel durch ein Dach zu sichern. Das Herrenhaus wird im Jahr 2017 für die Nutzung als Wohnraum renoviert.